# María Shkarletova
María Savelievna Shkarletova (en ruso: Мария Савельевна Шкарлетова, en ucraniano: Марія Савеліївна Шкарлетова; Kislovka, Unión Soviética, 3 de febrero de 1925 – Kúpiansk, Ucrania, 2 de noviembre de 2003) fue una médica militar soviética que combatió durante la Segunda Guerra Mundial en las filas del 170.º Regimiento de Fusileros de la Guardia. En la guerra participó en operaciones ofensivas en Ucrania, Moldavia y Polonia. Durante el cruce del río Vístula en 1944, evacuó a más de cien heridos bajo un intenso fuego enemigo y los trasladó a la otra orilla del río al amparo de la oscuridad. por estas acción recibió el título de Héroe de la Unión Soviética el 24 de marzo de 1945.

## Biografía

### Infancia y juventud
María Shkarletova nació el 3 de febrero de 1925 en la pequeña localidad rural de Kislovka en la gobernación de Járkov de la Unión Soviética (actualmente ubicada en el raión de Kupiansk del Óblast de Járkov en Ucrania) en el seno de una familia de campesinos ucranianos. Después de graduarse de la escuela secundaria, trabajó en la industria ferroviaria y luego en una granja colectiva, donde permaneció hasta el comienzo de la Segunda Guerra Mundial, después trabajó en la construcción de fortificaciones defensivas hasta que las fuerzas alemanas ocuparon su aldea en julio de 1942. Debido a que los alemanes rodearon la ciudad antes de que ella y el resto de su familia fueran evacuados, no pudo unirse al Ejército Rojo en su retirada, por lo que tuvo que permanecer en territorio controlado por el enemigo hasta que las tropas soviéticas recuperaron el control de la ciudad en julio de 1943.

### Segunda Guerra Mundial
Después de que el Ejército Rojo liberara el raión de Kupiansk en 1943, Shkarletova se unió al ejército y fue enviada a realizar un breve curso de medicina en Millerovo. Después de graduarse de esos cursos en octubre, fue enviada al 170.º Regimiento de Fusileros de la Guardia de la 57.ª División de Fusileros de la Guardia. A pesar de ser médico participó en combates directos, y en varias ocasiones lideró su unidad en combates en el Frente Oriental. El regimiento luchó en múltiples batallas por el control de riberas estratégicas de numerosos ríos comoː Dniéper, Ingulets, Bug Meridional y el Vístula.
En la madrugada del 1 de agosto de 1944, como parte de un destacamento avanzado y bajo un intenso fuego enemigo, cruzó el río Vístula cerca del pueblo de Magnuszew en las inmediaciones de Varsovia para establecer una cabeza de puente en la margen derecha del río. Como la única médica del grupo de desembarco, tuvo que correr bajo fuego de artillería pesada y bombardeos para brindar asistencia médica y llevar a los heridos a la seguridad del bosque. Evacuó más de cien soldados heridos y oficiales, brindó primeros auxilios y aseguró su evacuación al amparo de la oscuridad a través del río Vístula. Además reemplazó a un ametrallador fallecido, protegiendo a un grupo de soldados heridos.
Por decreto del Presídium del Sóviet Supremo de la URSS del 24 de marzo de 1945, «por el desempeño ejemplar de las misiones de combate del comando y el coraje y heroísmo mostrados en las batallas con los invasores nazis», se concedió a la sargento mayor María Shkarletova el título de Héroe de la Unión Soviética con la Orden de Lenin y la medalla de la Estrella de Oro (N.º 7415).

### Posguerra
Después de la guerra, en 1946, se convirtió en miembro del Partido Comunista de la Unión Soviética y en 1949 se graduó en la Escuela de Medicina y Obstetricia de Kupiansk. Participó activamente en la reconstrucción de la región devastada por la guerra y entre 1950 y 1975 trabajó como enfermera en el departamento de ginecología y obstetricia del Hospital del raión de Kupiansk. Su esposo también era un veterano de la Segunda Guerra Mundial y juntos criaron a dos hijas. Más tarde fue elegida diputada del consejo de la ciudad y fue miembro del comité regional de la Cruz Roja de Járkov. En 1965 recibió la Medalla Florence Nightingale por su dedicación al rescate de los heridos en la guerra.
Murió el 2 de noviembre de 2003 en Kúpiansk (Ucrania) a la edad de 78 años.

## Condecoraciones
A lo largo de su vida María Shkarletova recibió las siguientes condecoracionesː
- Héroe de la Unión Soviética (N.º 7415; 24 de marzo de 1945)
- Orden de Lenin (24 de marzo de 1945)
- Orden de la Guerra Patria de 1.er grado (11 de marzo de 1985)
- Orden de la Estrella Roja (28 de marzo de 1944)
- Medalla Florence Nightingale (12 de mayo de 1965)
- Orden al Mérito de 3.er grado (7 de mayo de 1995)
- Orden de Bohdán Jmelnitski de 3.er grado (14 de octubre de 1999)
- Medalla por la Victoria sobre Alemania en la Gran Guerra Patria 1941-1945
- Medalla por la Liberación de Varsovia
- Medalla por la Conquista de Berlín